# Композитный материал

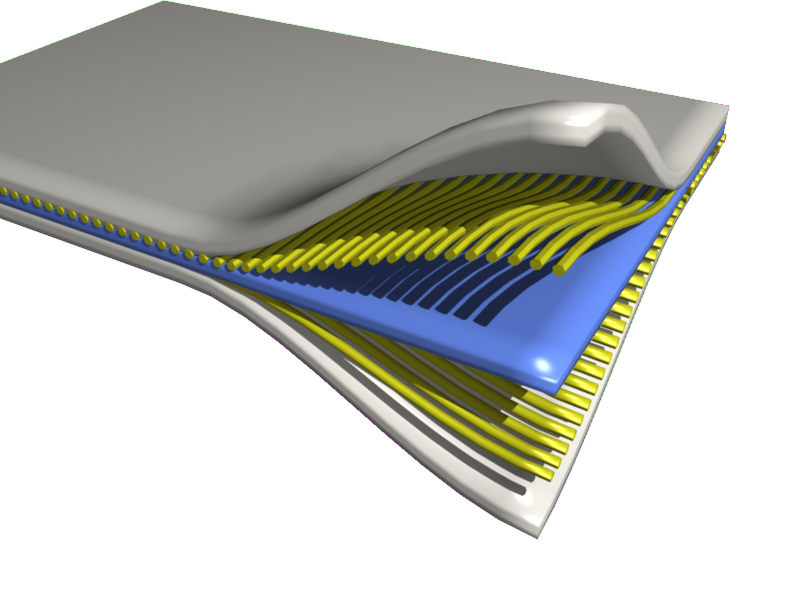
Композиты формируются путём объединения разнородных материалов в общую структуру, свойства которой сильно отличаются от свойств отдельных компонентов

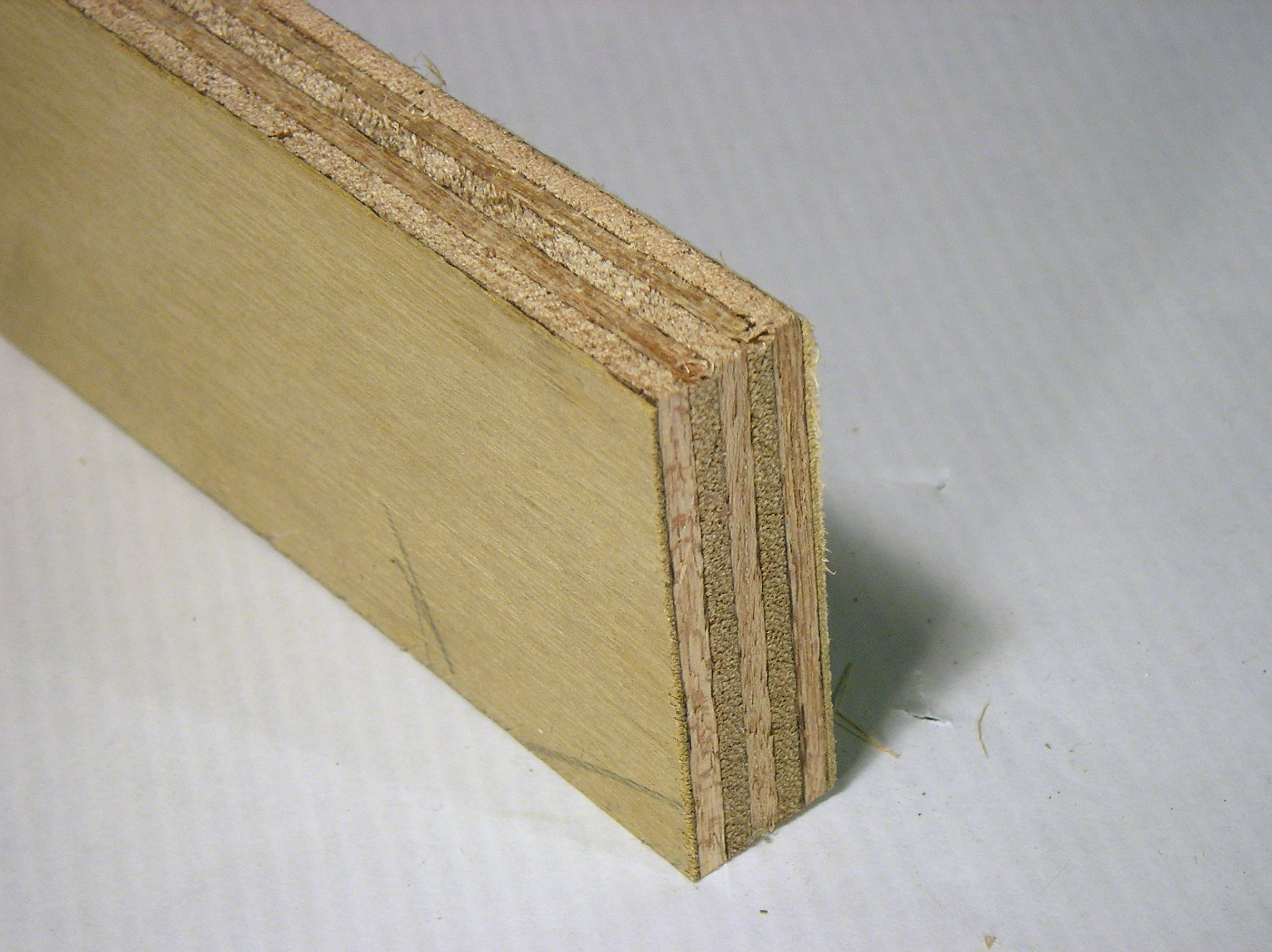
Обычная клеёная фанера является широко распространённым композиционным материалом

Композиционный материа́л или композитный материа́л (КМ), сокращённо компози́т — многокомпонентный материал, изготовленный  (человеком или природой) из двух или более компонентов с существенно различными физическими и/или химическими свойствами, которые в сочетании приводят к появлению нового материала с характеристиками, отличными от характеристик отдельных компонентов и не являющимися простой их суперпозицией. В составе композита принято выделять матрицу/матрицы и наполнитель/наполнители, последние выполняют функцию армирования (по аналогии с арматурой в таком композиционном строительном материале, как железобетон). В качестве наполнителей композитов как правило выступают углеродные или стеклянные волокна, а роль матрицы играет полимер. Сочетание разных компонентов позволяет улучшить характеристики материала и делает его одновременно лёгким и прочным. При этом отдельные компоненты остаются таковыми в структуре композитов, что отличает их от смесей и затвердевших растворов. Варьируя состав матрицы и наполнителя, их соотношение, ориентацию наполнителя, получают широкий спектр материалов с требуемым набором свойств. Многие композиты превосходят традиционные материалы и сплавы по своим механическим свойствам и в то же время они легче. Использование композитов обычно позволяет уменьшить массу конструкции при сохранении или улучшении её механических характеристик.

## Структура композиционных материалов
По структуре композиты делятся на несколько основных классов: волокнистые, дисперсно-упрочнённые, упрочнённые частицами и нанокомпозиты. Волокнистые композиты армированы волокнами или нитевидными кристаллами — кирпичи с соломой и папье-маше можно отнести как раз к этому классу композитов. Уже небольшое содержание наполнителя в композитах такого типа приводит к появлению качественно новых механических свойств материала. Широко варьировать свойства материала позволяет также изменение ориентации размера и концентрации волокон. Кроме того, армирование волокнами придаёт материалу анизотропию свойств (различие свойств в разных направлениях), а за счёт добавки волокон проводников можно придать материалу электропроводность вдоль заданной оси.
В слоистых композиционных материалах матрица и наполнитель расположены слоями, как, например, в особо прочном стекле, армированном несколькими слоями полимерных плёнок.
Микроструктура остальных классов композиционных материалов характеризуется тем, что матрицу наполняют частицами армирующего вещества, а различаются они размерами частиц. В композитах, упрочнённых частицами, их размер больше 1 мкм, а содержание составляет 20—25 % (по объёму), тогда как дисперсноупрочненные композиты включают в себя от 1 до 15 % (по объёму) частиц размером от 0,01 до 0,1 мкм. Размеры частиц, входящих в состав нанокомпозитов — нового класса композиционных материалов — ещё меньше и составляют 10—100 нм.

## Полимерные композиционные материалы(ПКМ)
Композиты, в которых матрицей служит полимерный материал, являются одним из самых многочисленных и разнообразных видов материалов. Их применение в различных областях даёт значительный экономический эффект. Например, использование ПКМ при производстве космической и авиационной техники позволяет сэкономить от 5 до 30 % веса летательного аппарата. А снижение веса, например, искусственного спутника на околоземной орбите на 1 кг приводит к экономии 1000$. В качестве наполнителей ПКМ используется множество различных веществ.
А) Стеклопластики — полимерные композиционные материалы, армированные стеклянными волокнами, которые формируют из расплавленного неорганического стекла. В качестве матрицы чаще всего применяют как термореактивные синтетические смолы (фенольные, эпоксидные, полиэфирные, цианатные и так далее), так и термопластичные полимеры (полиамиды, полиэтилен, полистирол и так далее). Эти материалы обладают достаточно высокой прочностью, низкой теплопроводностью, высокими электроизоляционными свойствами, кроме того, они прозрачны для радиоволн. Использование стеклопластиков началось в конце Второй мировой войны для изготовления антенных обтекателей — куполообразных конструкций, в которых размещается антенна локатора. В первых армированных стеклопластиках количество волокон было небольшим, волокно вводилось, главным образом, чтобы нейтрализовать грубые дефекты хрупкой матрицы. Однако со временем назначение матрицы изменилось — она стала служить только для склеивания прочных волокон между собой, содержание волокон во многих стеклопластиках достигает 80 % по массе. Слоистый материал, в котором в качестве наполнителя применяется ткань, плетённая из стеклянных волокон, называется стеклотекстолитом.
Стеклопластики — достаточно дешёвые материалы, их широко используют в строительстве, судостроении, радиоэлектронике, производстве бытовых предметов, спортивного инвентаря, оконных рам для современных стеклопакетов и так далее.
Б) Углепластики — наполнителем в этих полимерных композитах служат углеродные волокна. Углеродные волокна получают из синтетических и природных волокон на основе целлюлозы, сополимеров акрилонитрила, нефтяных и каменноугольных пеков и так далее. Термическая обработка волокна проводится, как правило, в три этапа (окисление — 220 °C, карбонизация — 1000—1500 °C и графитизация — 1800—3000 °C) и приводит к образованию волокон, характеризующихся высоким содержанием (до 99,5 % по массе) углерода. В зависимости от режима обработки и исходного сырья полученное углеволокно имеет различную структуру. Для изготовления углепластиков используются те же матрицы, что и для стеклопластиков — чаще всего — термореактивные и термопластичные полимеры. Основными преимуществами углепластиков по сравнению со стеклопластиками является их низкая плотность и более высокий модуль упругости, углепластики — очень лёгкие и, в то же время, прочные материалы. Углеродные волокна и углепластики имеют практически нулевой коэффициент линейного расширения. Все углепластики хорошо проводят электричество, чёрного цвета, что несколько ограничивает области их применения. Углепластики используются в авиации, ракетостроении, машиностроении, производстве космической техники, медтехники, протезов, при изготовлении лёгких велосипедов и другого спортивного инвентаря.
На основе углеродных волокон и углеродной матрицы создают композиционные углеграфитовые материалы — наиболее термостойкие композиционные материалы (углепластики), способные долго выдерживать в инертных или восстановительных средах температуры до 3000 °C. Существует несколько способов производства подобных материалов. По одному из них углеродные волокна пропитывают фенолформальдегидной смолой, подвергая затем действию высоких температур (2000 °C), при этом происходит пиролиз органических веществ и образуется углерод. Чтобы материал был менее пористым и более плотным, операцию повторяют несколько раз. Другой способ получения углеродного материала состоит в прокаливании обычного графита при высоких температурах в атмосфере метана. Мелкодисперсный углерод, образующийся при пиролизе метана, закрывает все поры в структуре графита. Плотность такого материала увеличивается по сравнению с плотностью графита в полтора раза. Из углепластиков делают высокотемпературные узлы ракетной техники и скоростных самолётов, тормозные колодки и диски для скоростных самолётов и многоразовых космических кораблей, электротермическое оборудование.
В) Боропластики — композиционные материалы, содержащие в качестве наполнителя борные волокна, внедрённые в термореактивную полимерную матрицу, при этом волокна могут быть как в виде мононитей, так и в виде жгутов, оплетённых вспомогательной стеклянной нитью или лентой, в которых борные нити переплетены с другими нитями. Благодаря большой твёрдости нитей, получающийся материал обладает высокими механическими свойствами (борные волокна имеют наибольшую прочность при сжатии по сравнению с волокнами из других материалов) и большой стойкостью к агрессивным условиям, но высокая хрупкость материала затрудняет их обработку и накладывает ограничения на форму изделий из боропластиков. Кроме того, стоимость борных волокон очень высока (порядка 400 $/кг) в связи с особенностями технологии их получения (бор осаждают из хлорида на вольфрамовую подложку, стоимость которой может достигать до 30 % стоимости волокна). Термические свойства боропластиков определяются термостойкостью матрицы, поэтому рабочие температуры, как правило, невелики.
Применение боропластиков ограничивается высокой стоимостью производства борных волокон, поэтому они используются главным образом в авиационной и космической технике в деталях, подвергающихся длительным нагрузкам в условиях агрессивной среды.
Г) Органопластики — композиты, в которых наполнителями служат органические, синтетические и реже — природные и искусственные волокна в виде жгутов, нитей, тканей, бумаги и так далее. В термореактивных органопластиках матрицей служат, как правило, эпоксидные, полиэфирные и фенольные смолы, а также полиимиды. Материал содержит 40—70 % наполнителя. Содержание наполнителя в органопластиках на основе термопластичных полимеров — полиэтилена, ПВХ, полиуретана и так далее — варьируется в значительно больших пределах — от 2 до 70 %. Органопластики обладают низкой плотностью, они легче стекло- и углепластиков, относительно высокой прочностью при растяжении; высоким сопротивлением удару и динамическим нагрузкам, но, в то же время, низкой прочностью при сжатии и изгибе.
Важную роль в улучшении механических характеристик органопластика играет степень ориентации макромолекул наполнителя. Макромолекулы жесткоцепных полимеров, таких, как полипарафенилтерефталамид (кевлар) в основном ориентированы в направлении оси полотна и поэтому обладают высокой прочностью при растяжении вдоль волокон. Из материалов, армированных кевларом, изготавливают пулезащитные бронежилеты.
Органопластики находят широкое применение в авто-, судо-, машиностроении, авиа- и космической технике, радиоэлектронике, химическом машиностроении, производстве спортивного инвентаря и так далее.
Д) Полимеры, наполненные порошками. Известно более 10 000 марок наполненных полимеров. Наполнители используются как для снижения стоимости материала, так и для придания ему специальных свойств. Впервые наполненный полимер начал производить доктор Бейкеленд (Leo H.Baekeland, США), открывший в начале XX века способ синтеза фенолформальдегидной (бакелитовой) смолы. Сама по себе эта смола — вещество хрупкое, обладающее невысокой прочностью. Бейкеленд обнаружил, что добавка волокон, в частности, древесной муки к смоле до её затвердевания, увеличивает её прочность. Созданный им материал — бакелит — приобрёл большую популярность. Технология его приготовления проста: смесь частично отверждённого полимера и наполнителя — пресс-порошок — под давлением необратимо затвердевает в форме. Первое серийное изделие — ручка переключателя скоростей автомобиля «Роллс-Ройс» — было произведено по данной технологии в 1916 году. Наполненные термореактивные полимеры широко используются по сей день.
Сейчас применяются разнообразные наполнители как термореактивных, так и термопластичных полимеров. Карбонат кальция и каолин (белая глина) дёшевы, запасы их практически неограничены, белый цвет даёт возможность окрашивать материал. Применяют для изготовления жёстких и эластичных поливинилхлоридных материалов для производства труб, электроизоляции, облицовочных плиток и так далее, полиэфирных стеклопластиков, наполнения полиэтилена и полипропилена. Добавление талька в полипропилен существенно увеличивает модуль упругости и теплостойкость данного полимера. Сажа больше всего используется в качестве наполнителя резин, но вводится и в полиэтилен, полипропилен, полистирол и так далее. По-прежнему широко применяют органические наполнители — древесную муку, молотую скорлупу орехов, растительные и синтетические волокна. Большую популярность приобрёл полимерно-песчаный композит на основе полиэтиленов с наполнителем из речного песка. Для создания биоразлагающихся композитов в качестве наполнителя используют крахмал.
Е) Текстолиты — слоистые пластики, армированные тканями из различных волокон. Технология получения текстолитов была разработана в 1920-х на основе фенолформальдегидной смолы. Полотна ткани пропитывали смолой, затем прессовали при повышенной температуре, получая текстолитовые пластины. Роль одного из первых применений текстолитов — покрытия для кухонных столов — трудно переоценить.
Основные принципы получения текстолитов сохранились, но сейчас из них формуют не только пластины, но и фигурные изделия. И, конечно, расширился круг исходных материалов. Связующими в текстолитах является широкий круг термореактивных и термопластичных полимеров, иногда даже применяются и неорганические связующие — на основе силикатов и фосфатов. В качестве наполнителя используются ткани из самых разнообразных волокон — хлопковых, синтетических, стеклянных, углеродных, асбестовых, базальтовых и так далее. Соответственно разнообразны свойства и применение текстолитов.

## Композиционные материалы с металлической матрицей
При создании композитов на основе металлов в качестве матрицы применяют алюминий, магний, никель, медь и так далее. Наполнителем служат или высокопрочные волокна, или тугоплавкие, не растворяющиеся в основном металле частицы различной дисперсности.
Свойства дисперсноупрочненных металлических композитов изотропны — одинаковы во всех направлениях. Добавление 5—10 % армирующих наполнителей (тугоплавких оксидов, нитридов, боридов, карбидов) приводит к повышению сопротивляемости матрицы нагрузкам. Эффект увеличения прочности сравнительно невелик, однако ценно увеличение жаропрочности композита по сравнению с исходной матрицей. Так, введение в жаропрочный хромоникелевый сплав тонкодисперсных порошков оксида тория или оксида циркония позволяет увеличить температуру, при которой изделия из этого сплава способны к длительной работе, с 1000 до 1200 °C. Дисперсноупрочненные металлические композиты получают, вводя порошок наполнителя в расплавленный металл, или методами порошковой металлургии.
Армирование металлов волокнами, нитевидными кристаллами, проволокой значительно повышает как прочность, так и жаростойкость металла. Например, сплавы алюминия, армированные волокнами бора, можно эксплуатировать при температурах до 450—500 °C, вместо 250—300 °C. Применяют оксидные, боридные, карбидные, нитридные металлические наполнители, углеродные волокна. Керамические и оксидные волокна из-за своей хрупкости не допускают пластическую деформацию материала, что создаёт значительные технологические трудности при изготовлении изделий, тогда как использование более пластичных металлических наполнителей позволяет переформование. Получают такие композиты пропитыванием пучков волокон расплавами металлов, электроосаждением, смешением с порошком металла и последующим спеканием и так далее.
В 1970-х появились первые материалы, армированные нитевидными монокристаллами («усами»). Нитевидные кристаллы получают, протягивая расплав через фильеры. Используются «усы» оксида алюминия, оксида бериллия, карбидов бора и кремния, нитридов алюминия и кремния и так далее длиной 0,3—15 мм и диаметром 1-30 мкм. Армирование «усами» позволяет значительно увеличить прочность материала и повысить его жаростойкость. Например, предел текучести композита из серебра, содержащего 24 % «усов» оксида алюминия, в 30 раз превышает предел текучести серебра и в 2 раза — других композиционных материалов на основе серебра. Армирование «усами» оксида алюминия материалов на основе вольфрама и молибдена вдвое увеличило их прочность при температуре 1650 °C, что позволяет использовать эти материалы для изготовления сопел ракет.

## Композиционные материалы на основе керамики
Армирование керамических материалов волокнами, а также металлическими и керамическими дисперсными частицами позволяет получать высокопрочные композиты, однако, ассортимент волокон, пригодных для армирования керамики, ограничен свойствами исходного материала. Часто используют металлические волокна. Сопротивление растяжению растёт незначительно, но зато повышается сопротивление тепловым ударам — материал меньше растрескивается при нагревании, но возможны случаи, когда прочность материала падает. Это зависит от соотношения коэффициентов термического расширения матрицы и наполнителя.
Армирование керамики дисперсными металлическими частицами приводит к новым материалам (керметам) с повышенной стойкостью, устойчивостью относительно тепловых ударов, с повышенной теплопроводностью. Из высокотемпературных керметов делают детали для газовых турбин, арматуру электропечей, детали для ракетной и реактивной техники. Твёрдые износостойкие керметы используют для изготовления режущих инструментов и деталей. Кроме того, керметы применяют в специальных областях техники — это тепловыделяющие элементы атомных реакторов на основе оксида урана, фрикционные материалы для тормозных устройств и так далее.
Керамические композиционные материалы получают методами горячего прессования (таблетирование с последующим спеканием под давлением) или методом шликерного литья (волокна заливаются суспензией матричного материала, которая после сушки также подвергается спеканию).